# Xã Shamrock, Quận Aitkin, Minnesota
Xã Shamrock (tiếng Anh: Shamrock Township) là một xã thuộc quận Aitkin, tiểu bang Minnesota, Hoa Kỳ. Năm 2010, dân số của xã này là 1.272 người.